# Ambrosia cordifolia
Ambrosia cordifolia je biljka iz porodice glavočika (Asteraceae), jedna od četrdesetak vrsta ambrozije. Raširena je po Sjevernoj Americi: Arizona i sjeverni Meksiko (Sinaloa, Sonora).
Grm koji naraste od 30 do 50 centimetara